# 小行星1305
小行星1305（1305 Pongola）是一颗围绕太阳公转的小行星。1928年7月19日，哈里·埃德溫·伍德在约翰内斯堡发现了此天体。
該小行星以南非的蓬戈拉河命名。
这颗小行星的绝对星等为148.32270等。